# Huevo de la Cruz Roja con tríptico
El Huevo de la Cruz Roja con tríptico, también conocido como Huevo de la Cruz Roja con tríptico de la Resurrección, es un huevo de Pascua esmaltado realizado bajo la supervisión del joyero ruso Peter Carl Fabergé en 1915, para Nicolás II de Rusia, que entregó el huevo de Fabergé a su esposa, la emperatriz Alejandra Fiodorovna, en la Pascua de 1915.

## Artesanía
El huevo fue creado por el maestro de obras de Fabergé, el finlandés Henrik Wigström (1860–1923) y está hecho de plata, oro, esmalte rojo translúcido y blanco opalescente, acuarela sobre oro y vidrio. El esmalte blanco de este huevo con montura de oro está decorado con una cruz de esmalte rojo translúcido a cada lado. El huevo mide 8,6 x 6,35 cm. El centro de cada cruz está decorado con un retrato en miniatura redondo pintado de la gran duquesa Olga y la gran duquesa Tatiana, respectivamente, con sus uniformes de enfermeras de la Cruz Roja. La cruz frontal con el retrato de Tatiana sirve de broche, asegurando las puertas de doble apertura. El frente del huevo se divide en dos cuartos cuando se abre, revelando que el interior es un tríptico.
La escena central es el Descenso de Cristo al infierno, la representación ortodoxa de la Resurrección. Santa Olga, la fundadora del cristianismo en Rusia, está representada en el ala izquierda del tríptico. La mártir santa Tatiana a la derecha. Las miniaturas interiores fueron ejecutadas por Adrian Prachow, quien se especializó en iconos. Los dos paneles restantes de las puertas están inscritos con el monograma de la corona de la zarina uno, y el otro con el año "1915". Los dos retratos en miniatura de las dos grandes duquesas son probablemente del pintor de la corte Vasilii Zuiev, quien pintó las miniaturas para el compañero de la pieza, destinado a la reina madre, el Huevo de la Cruz Roja con retratos imperiales. Este es uno de los pocos huevos de Pascua imperiales que se abre verticalmente. El huevo de invierno de 1913 es otro.

## Propiedad
En 1930 el Huevo de la Cruz Roja con tríptico fue vendido por Antikvariat en Moscú a un comprador desconocido. En 1943 fue comprado por India Early Minshall, viuda del fundador de Pocahontas Oil Company, T. Ellis Minshall, en "A La Vieille Russie" en Nueva York. India Early Minshall escribió "The Story of My Russian Cabinet", donde señaló "Fabergé era llamado el Cellini del Norte, pero no creo que ningún joyero pueda compararse con él." En 1965, India Early Minshall legó su colección al Museo de Arte de Cleveland, Ohio.